# 天河路 (郑州)
天河路是河南省郑州市惠济区的一条南北向主干道，南起江山路，向南接京广快速路至郑州市中心，北抵黄河大堤，全长4.824千米，道路宽40米，双向6车道，两侧各设有宽30米的绿化带，为连接郑州市中心城区与惠济区的重要干道。
惠济区政府与三全食品工厂均位于天河路沿线。

## 历史
大河路以南的天河路于2003年完工通车，大河路北至黄河大堤段则于2009年9月21日通车。

## 交汇道路
目前，自北向南与天河路相交汇的道路有（粗体字为主干道）：
| 交汇类型 | 交汇道路名称                  |
| -------- | ----------------------------- |
|          | 黄河大堤路                    |
|          | 绿源路                        |
|          | 大河路                        |
|          | 新城路                        |
|          | 开元路                        |
|          | 科技路                        |
|          | 英才街                        |
|          | 纪元路                        |
|          | 坡阳路                        |
|          | 江山路、京广快速路、 连霍高速 |